# Denemarken
Denemarken – wieś w Holandii, w prowincji Groningen, w gminie Slochteren.